# Ulven
Le camp de concentration d’Ulven, à Os dans le Hordaland, est le premier établi en Norvège occupée dès juin 1940 par les autorités du Troisième Reich. Il porte l’appellation de Polizeihäftlingslager (camp de détention de la police), selon la dénomination officielle de la Sicherheitspolizei. Le camp resta en activité jusqu'à l'été 1943, lorsque les prisonniers furent transférés au camp de concentration d'Espeland à Arna .